# Stazione di El Pozo
La stazione di El Pozo è una stazione ferroviaria situata lungo la ferrovia Madrid-San Fernando de Henares, a nord del quartiere El Pozo del Tío Raimundo, nel distretto Puente de Vallecas di Madrid.

## Storia
A differenza delle altre stazioni della linea, questa è stata inaugurata nel 1996 per soddisfare la domanda di trasporto pubblico del quartiere in cui si trova, già che questo si trova a notevole distanza sia dalle stazioni di Vallecas e Asamblea de Madrid-Entrevías che dalle stazioni della linea 1 della metropolitana.
La stazione è stata teatro di uno degli attentati dell'11 marzo 2004.

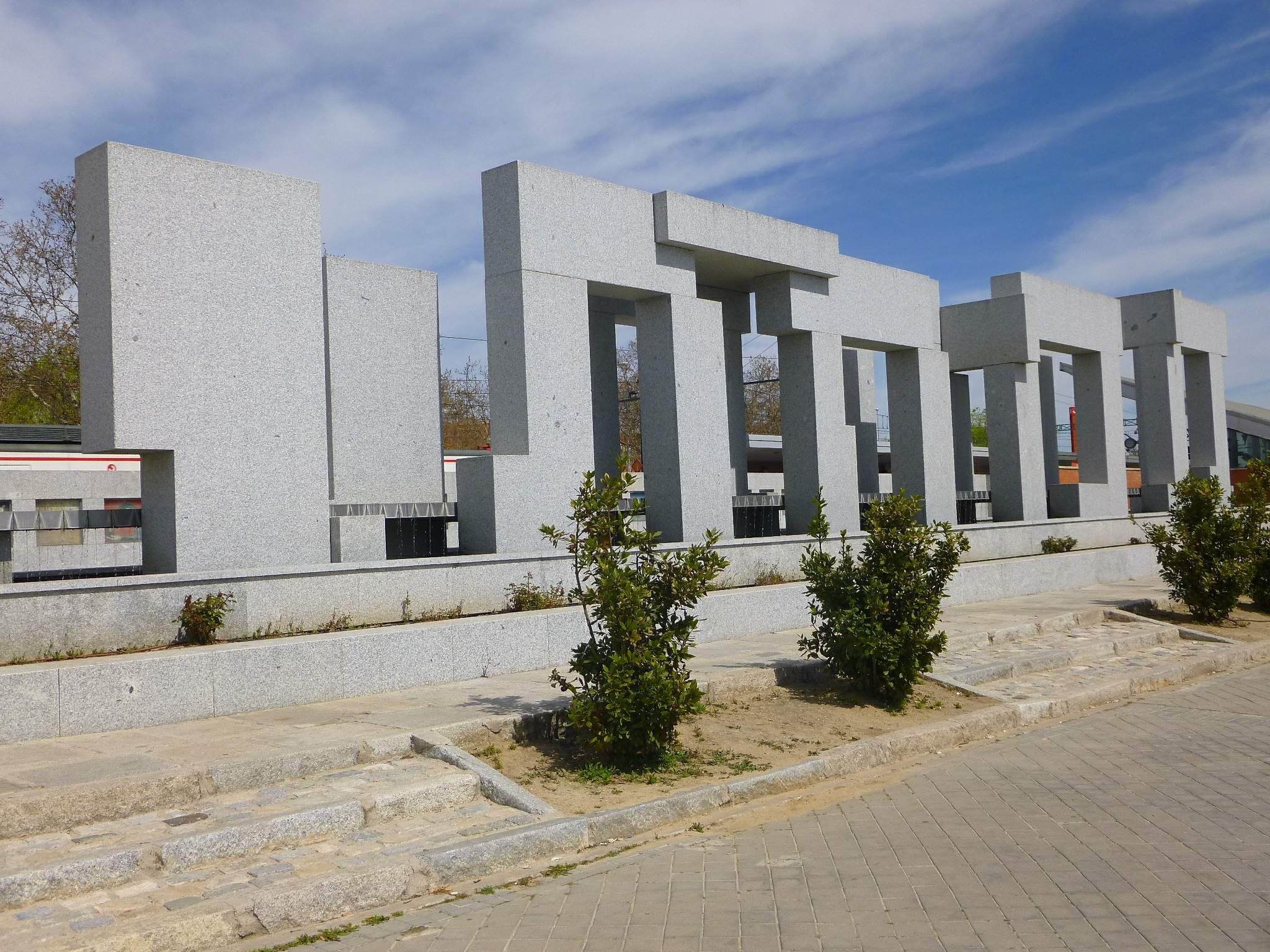
Monumento alle vittime degli attentati dell'11 marzo 2004

L'11 marzo 2011 è stato inaugurato nei pressi della stazione un monumento realizzato dall'architetto José María Pérez González “Peridis”, in collaborazione con il pittore Juan Genovés e i disegnatori Forges e El Roto, in memoria delle vittime degli attentati dell'11 marzo 2004.

## Movimento
L'infrastruttura è servita linee C-2, C-7 e  C-8 della rete delle cercanías di Madrid.